# 군인복무기본법
군인복무 기본법은 군인의 지위 및 복무에 관한 기본법의 약칭으로 국가방위와 국민의 보호를 사명으로 하는 군인의 기본권을 보장하고, 군인의 의무 및 병영생활에 대한 기본사항을 정함으로써 선진 정예 강군 육성에 이바지하는 것을 목적으로 하는 법령이다.

## 배경
1966년 병영생활 규범이 각 군별로 다르게 적용됨에 따라 야기되는 문제점을 해결하기 위해  제정된 군인의 행동 규범으로 활용되던 '군인복무규율'(대통령령)을 대신하여 2016년 6월 30일부터 시행된 "군인복무 기본법"은 대통령령으로 규정하던 군인의 지위 및 권리에 관한 사항을 법률에 담음으로써 위상이 훨씬 높아졌고 장병 기본권 보장의 중요성에 대해 새롭게 인식하는 계기가 됐다.

## 주요 개념

### 군인
현역에 복무하는 장교ㆍ준사관ㆍ부사관 및 병(兵)을 말한다.

### 지휘관
중대급 이상의 단위부대의 장, 함선부대의 장 또는 함정, 항공기를 지휘하는 자를 말한다.

### 상관
명령복종관계에 있는 사람 사이에서 명령권을 가진 사람으로서 국군통수권자부터 당사자의 바로 위 상급자까지를 말한다.

### 명령
상관이 직무상 내리는 지시를 말한다.

### 병영생활
내무생활, 근무, 교육훈련, 그 밖의 병영을 중심으로 이루어지는 모든 활동을 말한다.

### 내무생활
영내 거주의무가 있는 군인의 생활관을 중심으로 이루어지는 일상활동을 말한다.

## 적용범위
이 법은 군인에게 적용하고, 다음 각 호의 사람에게는 군인에 준하여 이 법을 적용한다고 명시하고 있다.
- 사관생도ㆍ사관후보생ㆍ준사관후보생 및 부사관후보생
- 소집되어 군에 복무하는 예비역 및 보충역
- 군무원

## 목차

### 본문
제1장 총칙
제2장 군인복무기본정책 등
제3장 군인의 기본권
제4장 군인의 의무 등
제5장 병영생활
제6장 군인의 권리구제
제7장 특별근무 등
제8장 보칙 및 벌칙